# По(друг)а
«По(друг)а» (фр. Ami-ami) — французька романтична кінокомедія 2018 року, поставлена режисером Віктором Сен Макарі.

## Сюжет
Після важкого розриву з дівчиною Вінсент вирішує ніколи більше не піддавати своє серце важким ударам кохання. Він знімає квартиру на пару зі своїм старим перевіреним другом Нефелі. І так вже сталося, що Нефелі жіночої статі. Золоте правило помешкання: ніяких серйозних стосунків з третіми особами! Дозволені тільки зустрічі на одну ніч, не більше! Але після кількох тижнів спільного проживання Вінсент зустрічає Джулі та порушує правило.

## У ролях
| • Вільям Лебгіль    | … | Вінсент                      |
| • Марго Бансійон    | … | Нефелі                       |
| • Джонатан Коен     | … | Фредерік                     |
| • Камілль Раза      | … | Жулі                         |
| • Беатріс де Стаель | … | Елена, мати Вінсента         |
| • Марі-Крістін Оррі | … | Морлан                       |
| • Юбер Сен-Макарі   | … | Анрі, батько Вінсента        |
| • Ніколя Ваншицький | … | Петамен, агент з нерухомості |
| • Себастьєн Шасаньє | … | Олів'є                       |
| • Г'ю Журдан        | … | Пауло                        |

## Знімальна група
- Автори сценарію — Тома Кайє, Бенжамін Шарбі, Одрі Диван, Віктор Сен Макарі
- Режисер-постановник — Віктор Сен Макарі
- Продюсер — П'єр Гюяр
- Виконавчий продюсер — Ева Мачуель
- Асоційований продюсер — Філіпп Боеффард, Крістоф Россіньйон
- Оператор — Давид Кайє
- Композитор — Віктор Ле Масне
- Монтаж —
- Художник-постановник — Олівье Мейдінгер
- Художник з костюмів — Аріана Дора
- Підбір акторів — Давид Бертран